# Crazy (canción de Aerosmith)
«Crazy» (en español: «Loco») es una power ballad escrita por el vocalista y líder de la banda Steven Tyler, coescrita por el guitarrista de la banda Joe Perry y el compositor profesional Desmond Child, producida por Bruce Fairbairn e interpretada por la banda de hard rock estadounidense Aerosmith. Fue publicado por la empresa discográfica Geffen Records el 28 de marzo de 1994 como el último sencillo del 11°. álbum de estudio Get a Grip (1993).

## Canción y video
La canción es una de las más reconocidas de la banda, debido principalmente a la alta rotación que obtuvo su vídeoclip en el canal MTV. En él aparece el grupo tocando en vivo y se muestran imágenes de dos jovencitas que en apariencia se escapan del colegio y emprenden un viaje en auto. En el camino hacen varias locuras, como tomar artículos sin pagar de una tienda públicamente, tomarse fotos desnudas para el despachador de dicha tienda, bailar en un club nudista en un concurso para ganar dinero y nadar desnudas con un joven desconocido que está trabajando en el campo. Las dos chicas en ese entonces de 16 y 17 años son Liv Tyler, hija del vocalista de la banda, Steven Tyler, acompañada de la actriz Alicia Silverstone.

## Legado
A pesar de que la canción trajo mucho éxito para la banda a mediados de la década de los 90's y que apareció en varias compilaciones como Big Ones, A Little South of Sanity, O, Yeah! Ultimate Aerosmith Hits y Devil's Got a New Disguise, la agrupación rara vez la presentó durante sus giras, hasta que decidieron incluirla en espectáculos internacionales en su gira mundial de 2007 debido a la abrumadora demanda de los fanáticos. La canción también estuvo interpretada en Glee por Jacob Artist y Melissa Benoist en un mashup con «(You Drive Me) Crazy» de Britney Spears.

## Posicionamiento en listas
| Listas (1994)                            | Mejor posición | Posición Fin de año |
| ---------------------------------------- | -------------- | ------------------- |
| UK Singles (The Official Charts Company) | 23             |                     |
| U.S. Billboard Hot 100                   | 17             | 68                  |
| U.S. Billboard Hot Modern Rock Tracks    | 7              |                     |
| Costa Rica Top 40 Charts                 | 1              |                     |
| Canada Top Singles                       | 3              |                     |